# Igor Žabič
Igor Žabič (født 15. august 1992 i Celje, Slovenien) er en slovensk håndboldspiller som spiller for Wisła Płock og Sloveniens herrehåndboldlandshold.
Han deltog under EM i håndbold 2020 i Sverige/Østrig/Norge.